# Metendothenia
Metendothenia là một chi bướm đêm thuộc phân họ Olethreutinae, họ Tortricidae Tortricidae.

## Các loài
- Metendothenia albomaculata Kawabe, 1989
- Metendothenia atropunctana (Zetterstedt, 1839)
- Metendothenia balanacma (Meyrick, 1914)
- Metendothenia calopa Diakonoff, 1973
- Metendothenia emmilta Diakonoff, 1973
- Metendothenia fidelis Diakonoff, 1973
- Metendothenia fulvoflua Diakonoff, 1983
- Metendothenia heterophenga Diakonoff, 1992
- Metendothenia hilarocroca Diakonoff, 1973
- Metendothenia inouei Kawabe, 1987
- Metendothenia mesarotra (Meyrick, 1911)
- Metendothenia ogasawarensis Kawabe & Kusui, 1978
- Metendothenia plecta Diakonoff, 1983
- Metendothenia pulchra Kawabe, 1989
- Metendothenia rhodambon Diakonoff, 1973
- Metendothenia separatana (Kearfott, 1907)